# ゴルテュス
ゴルテュス（ギリシア語: Γόρτυν）は、地中海クレタ島にある自治体であり、遺跡である。自治体の所在地はアギオイデカである。ゴルテュスはかつて古代ローマの属州クレタ・キュレナイカの首都であった。
メサラ平野にあり、リビア海付近、イディ山南部の現在のメトロポリスとアギオイデカ周辺に位置する。

## 歴史

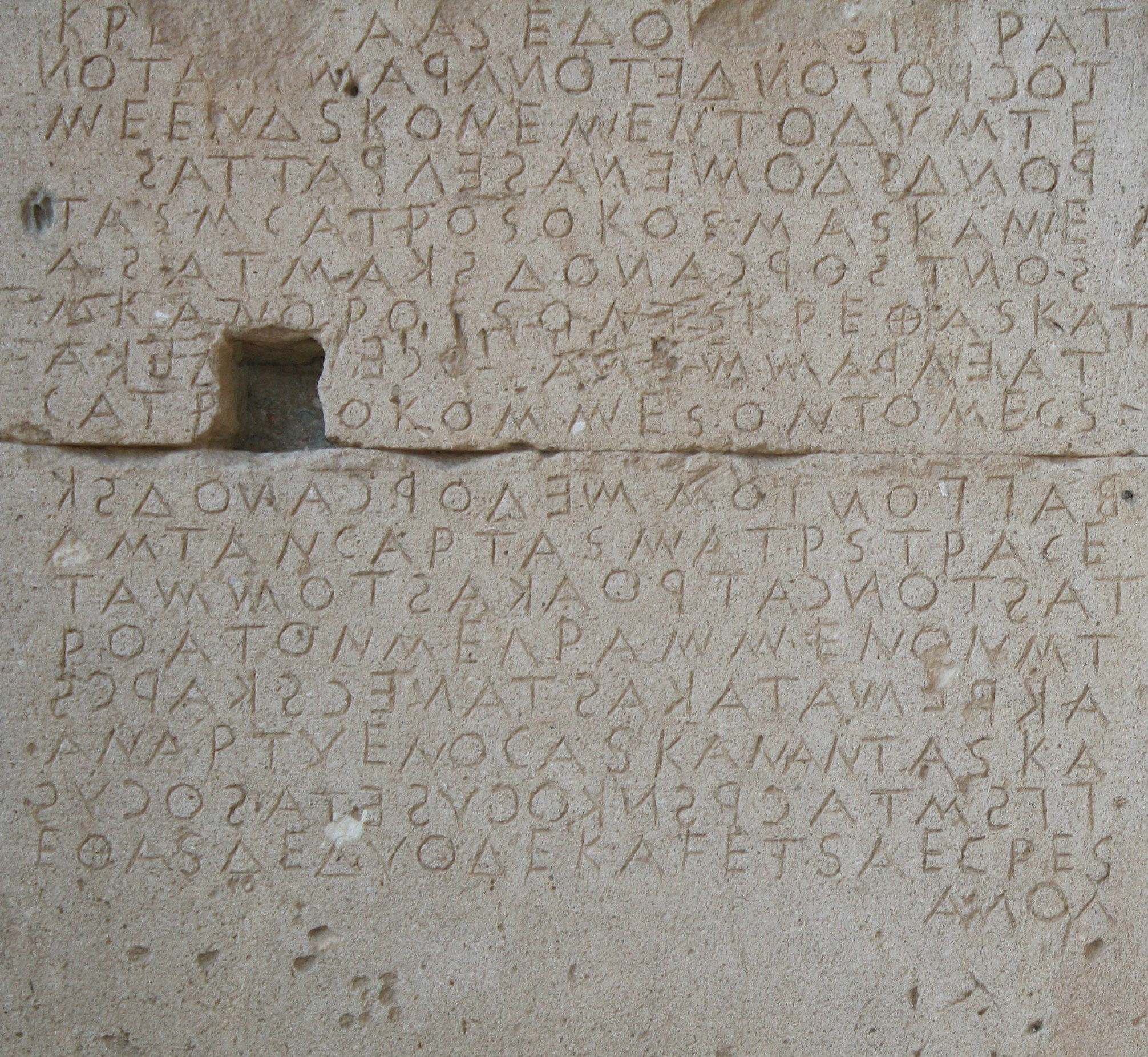
ゴルテュスのアゴラの牛耕式碑文（法典）

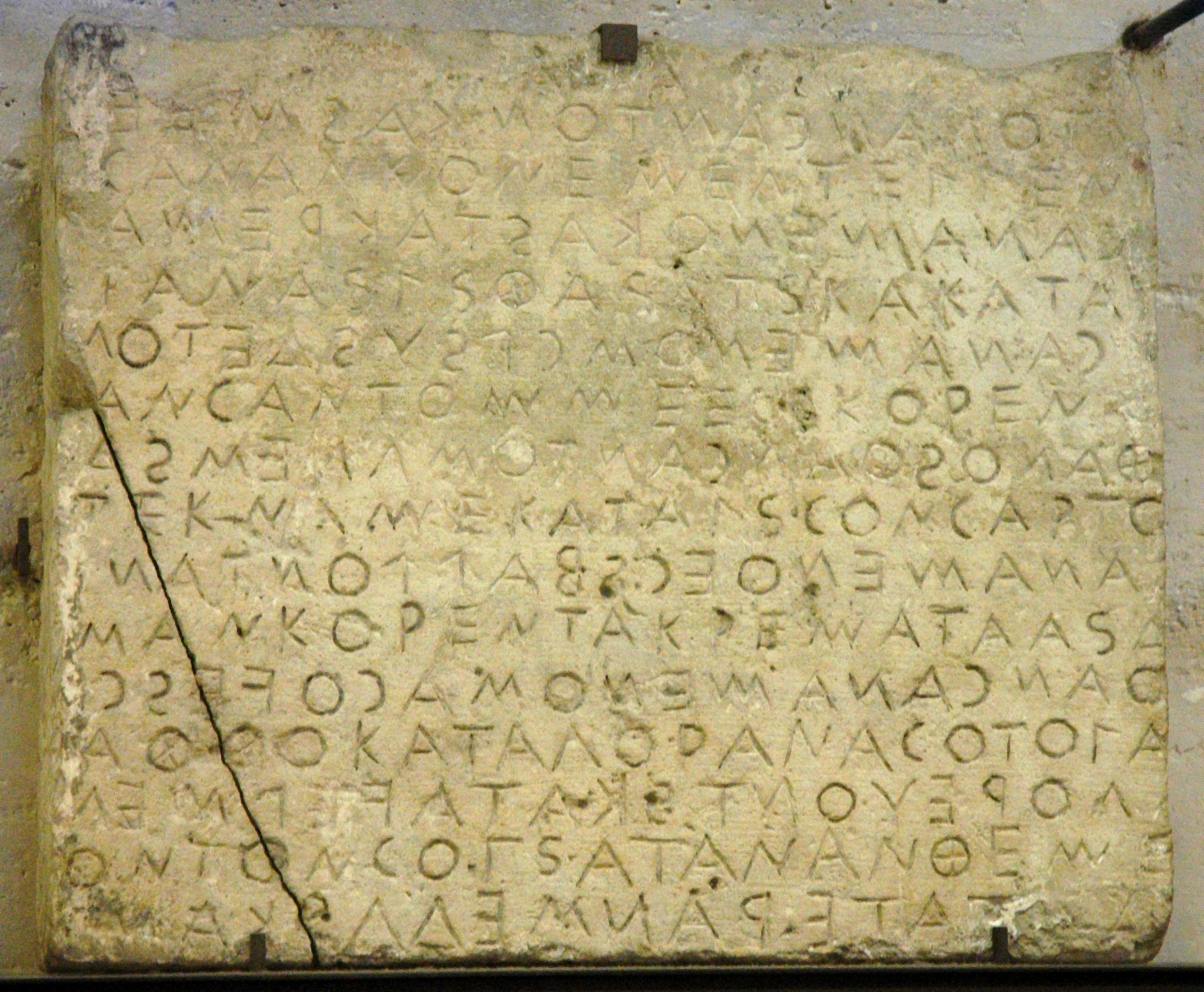
継承規則、ゴルテュスの法典の11列目の断片（ルーヴル美術館）

ミノア時代（紀元前2600年から1100年）とドーリア時代（紀元前1100年頃）の多くの遺物が発見されている。ミノア時代に都市が発展していたかどうかは議論の余地があるが、繁栄して要塞化されていたクレタ島の都市の中でホーマーによって取り上げられている。プラトンもゴルテュスの都市を褒め称えている。紀元前1千年紀にはファイストスの知名度を上回っていた。近郊のマタラ海岸は、ギリシャ神話最高神ゼウスがフェニキアの王女エウロパを攫って上陸した土地として知られる。
考古学者、古代の歴史家、古典学者の中では、主に1884年に発見された古代ギリシャの最古で最も完全な法典であるゴルテュス法典で知られている。

## 自治体
ゴルテュスは、ギリシャの2011年地方自治体改革の一環として、次の4つの旧自治体を合併して設立された。
- アギアバルバラ
- ゴルテュス
- コフィナス
- ルーヴァス

現在ゴルテュスの面積は464,841km2である。

## 地理
| ギリシャ ゴルテュスの気候 | ギリシャ ゴルテュスの気候 | ギリシャ ゴルテュスの気候 | ギリシャ ゴルテュスの気候 | ギリシャ ゴルテュスの気候 | ギリシャ ゴルテュスの気候 | ギリシャ ゴルテュスの気候 | ギリシャ ゴルテュスの気候 | ギリシャ ゴルテュスの気候 | ギリシャ ゴルテュスの気候 | ギリシャ ゴルテュスの気候 | ギリシャ ゴルテュスの気候 | ギリシャ ゴルテュスの気候 | ギリシャ ゴルテュスの気候 |
| 月                        | 1月                       | 2月                       | 3月                       | 4月                       | 5月                       | 6月                       | 7月                       | 8月                       | 9月                       | 10月                      | 11月                      | 12月                      | 年                        |
| ------------------------- | ------------------------- | ------------------------- | ------------------------- | ------------------------- | ------------------------- | ------------------------- | ------------------------- | ------------------------- | ------------------------- | ------------------------- | ------------------------- | ------------------------- | ------------------------- |
| 平均最高気温 °C （°F）    | 15 (59.0)                 | 15.1 (59.18)              | 16.5 (61.7)               | 20 (68.0)                 | 23.4 (74.12)              | 27.1 (80.78)              | 28.5 (83.3)               | 28.2 (82.76)              | 26.4 (79.52)              | 23.4 (74.12)              | 19.6 (67.28)              | 16.6 (61.88)              | 21.65 (70.97)             |
| 平均最低気温 °C （°F）    | 9.1 (48.38)               | 9 (48.2)                  | 9.6 (49.28)               | 12.1 (53.78)              | 15.3 (59.54)              | 19.2 (66.56)              | 21.9 (71.42)              | 22 (71.6)                 | 19.6 (67.28)              | 16.7 (62.06)              | 13.4 (56.12)              | 10.7 (51.26)              | 14.88 (58.79)             |
| 出典：                    |                           |                           |                           |                           |                           |                           |                           |                           |                           |                           |                           |                           |                           |

## 著名人
- タレタス（音楽家、作詞家）
- 聖テトス（クレタ司教）
- 聖フィリプ（ゴルテュス司教）